# Management by Delegation
Management by Delegation (deutsch „Führung durch Delegation“) ist in der Managementlehre und Personalführung der Anglizismus für eine Führungstechnik, bei der die Delegation von Aufgaben, Kompetenzen und Verantwortung im Vordergrund steht.

## Allgemeines
Management dient dazu, die wirtschaftliche und soziale Effizienz der Unternehmensprozesse zu gewährleisten. Menschenführung ist jede zielbezogene, interpersonelle Verhaltensbeeinflussung mit Hilfe von Kommunikationsprozessen. Führungstechniken sind Vorgehensweisen und Maßnahmen der Personalführung in Personenvereinigungen (Unternehmen, Behörden, Ministerien) zur Verwirklichung vorgegebener Ziele (Unternehmensziele, Staatsziele), der Gestaltung der Führungssituation und der Behandlung der Mitarbeiter. Management by Delegation wird im Managementprozess eingesetzt.

## Inhalt
Das Management by Delegation ist dadurch gekennzeichnet, dass Aufgaben, Kompetenzen und Verantwortung auf untergeordnete Stellen mittels Delegation übertragen werden. Nach dem Kongruenzprinzip der Organisation sind die zugewiesenen Aufgaben, Kompetenzen und Verantwortungen gleichmäßig zu delegieren. Dadurch ergibt sich eine Aufteilung der Arbeitsaufgaben und Führungsaufgaben in Top-Management (Unternehmensleitung wie etwa der Vorstand), Middle-Management (wie Abteilungsleiter) und Lower Management (wie Referatsleiter). Die Delegation führt dazu, dass die delegierenden Manager mehr Arbeitszeit für konstitutive Entscheidungen erhalten und operative Entscheidungen von untergeordneten Hierarchie-Ebenen übernommen werden. Management by Delegation ist der Kern des Harzburger Modells.
Im Regelfall auch werden Weisungsrechte und Vertretungsbefugnisse an den Mitarbeiter übertragen.

## Weitere „Management by“-Techniken
Es gibt eine Vielzahl dieser Führungstechniken, von denen die wichtigsten erwähnt werden.
| Führungstechnik             | wesentliches Merkmal                                                                                     |
| --------------------------- | --- |
| Management by Delegation    | Delegation von Aufgaben, Kompetenzen und Verantwortung                                                   |
| Management by Exception     | Entscheidungen werden nur für Ausnahmefälle getroffen                                                    |
| Management by Motivation    | Schwerpunkt liegt auf der Arbeitsmotivation                                                              |
| Management by Objectives    | im Mittelpunkt stehen Zielvorgaben für Leistungsziele                                                    |
| Management by Participation | im Vordergrund steht die Partizipation (Teilhabe) der Mitarbeiter am Entscheidungs- und Geschäftsprozess |
| Management by Results       | Kern ist das vorgegebene Arbeitsergebnis                                                                 |

Im Regelfall steht bei jeder Führungstechnik lediglich ein Merkmal des Führungsprozesses im Vordergrund.

## Organisatorische Aspekte
Die erste entwickelte „Management-by“-Technik war das 1954 von Peter F. Drucker vorgestellte Management by Objectives. Sukzessive kam es zu weiteren Varianten, die ein bestimmtes Merkmal in den Vordergrund stellten. Reinhard Höhn entwickelte ab 1962 im Rahmen des Harzburger Modells dieses Delegationsprinzip und gilt daher als dessen Erfinder.
Zwischen den „Management-by“-Techniken gibt es mehrere Abhängigkeiten und Gemeinsamkeiten. Management by Objectives und Management by Results ähneln sich, Management by Delegation wiederum setzt Management by Objectives voraus.